# 元德 (日本)
元德（1329年八月二十九日—1331年八月九日）是日本的年號之一。這個時代的天皇是後醍醐天皇、鎌倉幕府征夷大將軍為守邦親王、執權為北條守時。

## 改元
- 嘉曆四年八月二十九日（1329年9月22日）改元元德
- 元德三年八月九日（1331年9月1日）改元元弘

## 出處
- 《易經》

## 紀年、西曆、干支對照表
| 元德       | 元年   | 二年   | 三年   |
| ---------- | ------ | ------ | ------ |
| 儒略曆日期 | 1329年 | 1330年 | 1331年 |
| 干支       | 己巳   | 庚午   | 辛未   |

## 同期存在的其他政權之紀年
- 中國
  - 天曆（1328年—1330年）：元—元文宗圖帖睦爾、元明宗和世梀之年號
  - 至順（1330年—1333年）：元—元文宗圖帖睦爾、元寧宗懿璘質班、元順帝妥歡貼睦爾之年號
- 越南
  - 開泰（1324年—1329年）：陳朝—陳明宗陳奣之年號
  - 開祐（1329年—1341年）：陳朝—陳憲宗陳旺之年號